# Метод исключения
«Метод исключения», или «Так получилось» (кор. 어쩔수가없다) — предстоящий южнокорейский триллер режиссёра Пак Чхан Ука. Сюжет фильма основан на романе Дональда Уэстлейка «Топор». Главную роль в фильме исполнил Ли Бёнхон.

## Сюжет
Сюжет фильма рассказывает о Ман Су, который начинает отчаянные поиски новой работы после увольнения с должности, которую он занимал 25 лет и становится серийным убийцей.

## В ролях
- Ли Бёнхон — Ман Су
- Сон Йеджин — Ми Ри
- Пак Хи Сун — Чхве Сон Чхоль
- Ли Сон Мин — Ку Бом Мо
- Ём Хё Ран — А-Ра
- Ча Сын Вон — Го Си Чжо
- Ю Ён Сок — О Чжин Хо

## Производство
В 2009 году, во время Международного кинофестиваля в Пусане, стало известно, что Пак Чхан Ук планирует снять ремейк фильма Коста-Гавраса «Гильотина» 2005 года. Позднее Пак пояснил, что он прочитал роман Дональда Уэстлейка «Топор», по которому был снят фильм, и решил адаптировать его до того, как узнал о фильме Коста-Гавраса. Однако проект был отложен, когда Пак получил сценарий для своего фильма «Стокер» 2012 года. В 2012 году Пак рассказал, что этот фильм станет его следующим проектом, но ему ещё нужно «больше поработать над кастингом и привлечением инвесторов».
Во время прямого диалога с Коста-Гаврасом на Международном кинофестивале в Пусане в 2019 году Пак рассказал зрителям, что всё ещё работает над экранизацией романа Уэстлейка. Пак назвал фильм «проектом всей жизни», и хотя он ещё не приступил к съёмкам, он хотел бы «сделать этот фильм своим шедевром». Гаврас, которому всё ещё принадлежат права на книгу, помог Паку в разработке проекта. Фильм должен был стать англоязычной картиной, а сценарий написал Дон Маккеллар в соавторстве с Паком.
Команда Пака сообщила изданию The Hollywood Reporter, что он подходит к проекту с намерением «максимально усилить моральную дилемму в этой истории, и он увеличит роль жены главного героя».
В 2022 году на Каннском кинофестивале Пак заявил, что проект всё ещё находится в разработке и представляет собой «душераздирающую историю о мужчине средних лет, который потерял работу, и теперь ему нужно добывать пропитание, чтобы прокормить свою семью. Поэтому он с трудом ищет работу по специальности и становится серийным убийцей».
В марте 2024 года Ли Бёнхон и Сон Йеджин получили главные роли в фильме. Пак рассказал, что действие фильма теперь будет происходить в Корее.
В августе 2024 года в качестве сценаристов проекта были заявлены Ли Кён Ми и Ли Джа Хё, с которыми Пак часто работал ранее.
Основные съёмки начались в августе 2024 года и завершились в январе 2025 года.